# Mesophyllum incertum
Mesophyllum incertum (Foslie) M.Lemoine, 1928  é o nome botânico  de uma espécie de algas vermelhas  pluricelulares do gênero Mesophyllum, subfamília Melobesioideae.
- São algas marinhas encontradas em Cuba.

## Sinonímia
- Lithothamnion incertum  Foslie, 1904